# 贊育醫院

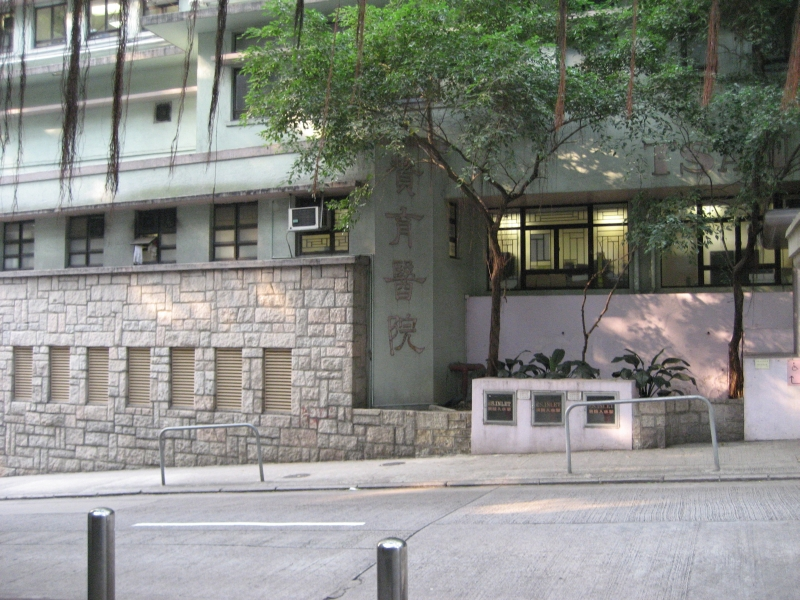
贊育醫院門牌

贊育醫院（英語：Tsan Yuk Hospital）是由英國基督教會倫敦會成立首個婦產科醫院，位於香港香港島西營盤醫院道30號，為香港一間著名的婦產科醫院，於1922年由倫敦會傳教士創立，為了提供產科服務及培育華人助產士。贊育醫院原址在西邊街，即是現在稱為西區社區中心的建築物，1955年，贊育醫院遷址往西營盤醫院道現址。

## 歷史

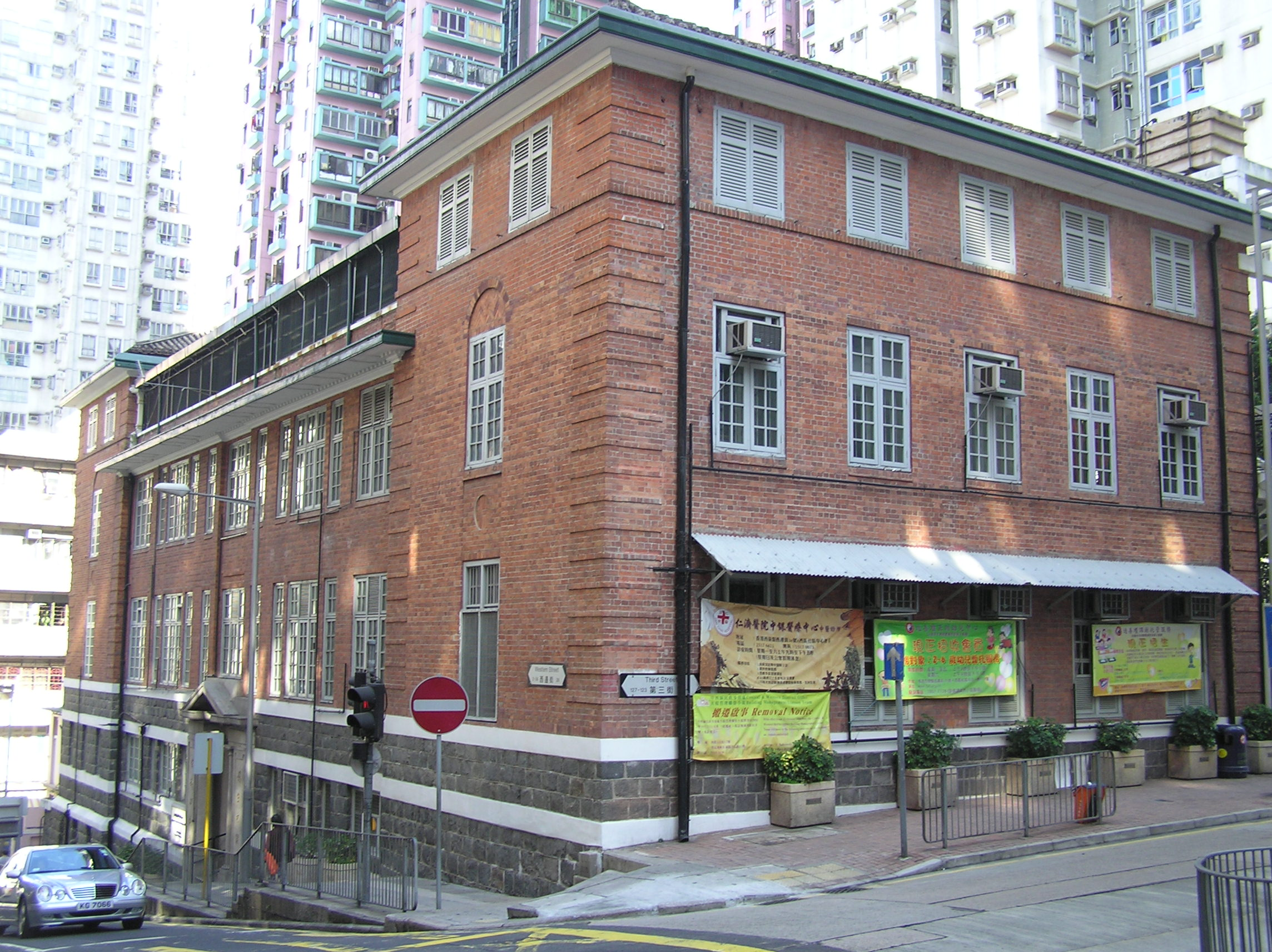
舊贊育醫院，即現時的西區社區中心

贊育醫院於1922年由倫敦會傳教士創立，提供產科服務。自1923年開始，贊育醫院招收第一批華人助產士學護，直至1937年瑪麗醫院落成為止。1934年，贊育醫院正式成為政府醫院。1937年，醫院成為香港大學醫學院的教學部門，專門培訓產科及兒科醫生及護士。他們的產科專科訓練更獲得皇家婦產科學院（Royal College of Obstetricians and Gynaecologists）認可。1955年6月13日贊育醫院由西邊街遷往醫院道現址揭幕啟用。
1996年，贊育醫院成立胡寶星夫人婦女診斷治療中心。1999年，成立乳房普查轉介中心。2001年11月4日，婦幼住院服務遷往瑪麗醫院。贊育醫院於2000年3月引入港島西聯網的綜合專科診所，其後於2005年1月1日遷往西營盤賽馬會診所，並改名為西營盤家庭醫學專科診所。胡寶星夫人婦女診斷治療中心自2004年3月1日開始由香港大學婦產科部管理。

## 服務
目前，贊育醫院提供產科（產前/產後檢查）及婦科專科服務、日間護理中心、產科門診服務、延續性的產前產後醫療及護理服務、舉辦健康教育及產前講座、更年期專科門診、口服糖耐量檢測門診、婦科門診和泌尿婦科門診。
贊育醫院的胡忠夫人產前診斷化驗室於澳洲皇家病理學院（Royal College of Pathologists of Australia ）的細胞遺傳學質素保證計劃（Quality Assurance Programme in Cytogenetics）註冊，以結果符合國際水平。

## 鄰近
- 香港佐治五世紀念公園
- 菲臘牙科醫院、香港大學牙醫學院
- 樂善堂梁銶琚書院
- 西營盤賽馬會分科診所停車場

## 出生名人
- 黃秋生，香港演員
- 梁詠琪，香港歌手
- 楊千嬅，香港歌手
- 董趙洪娉，前特首夫人
- 梁唐青儀，前特首夫人
- 朱文傑（Eden），「組BAND起義」及「圍你起義」節目主持
- 劉康，獨派政治人物
- 周梓樂，反修例運動參與者，於2019年11月將軍澳警民衝突時失足墮樓身亡
- 白穎兒，香港小姐
- 陳本健， MBE, OStJ, CSI (Solomon Islands)

## 外部連結
- 贊育醫院 （页面存档备份，存于）
- 【西區古蹟】紅磚歐式建築 舊贊育產科醫院︱kennechu.info （页面存档备份，存于）